# Адил Зулфикарпашић
Адил-бег Зулфикарпашић (Фоча, 23. децембар 1921 — Сарајево, 21. јул 2008) био је бошњачки идеолог и публициста.

## Биографија
Рођен је од оца Хусеин-бега, дугогодишњег градоначелника Фоче и велепоседника, и мајке Захиде (рођене Ченгић).
Основну школу је завршио у Фочи, средњу школу у Сарајеву, студирао у Грацу, Бечу и Фрибургу. Завршио је политичке науке и право. Од 1941. године је учесник у антифашистичком покрету. Завршио је рат као потпуковник. Био је заменик министра трговине у првој послератној Влади БиХ.
Године 1946, отишао је у емиграцију. Био је председник Бошњачког либералног савеза. Такође је био уредник „Босанских погледа“, који су излазили у Бечу и Фрибургу од 1960. до 1967. године. Био је саоснивач „Демократске алтернативе”, и био је члан извршног одбора Либералне интернационале. Био је директор и власник компаније Stamaco у Цириху. 1988. је основао Бошњачки институт, који је настао као плод његовог дугогодишњег сакупљања, класификовања и систематизовања историјске, књижевне, новинско-публицистичке, рукописне, архивско-документацијске и фолклорне грађе о Босни и Херцеговини, као и о суседним земљама и њиховим народима.
Вратио се у Босну марта 1990. и заједно са Алијом Изетбеговићем формирао Странку демократске акције (СДА), чији је био потпредседник. Разишао се са СДА (септембар 1990) и основао Муслиманску бошњачку организацију (МБО). Био је оснивач, издавач и власник недељника „Босански погледи“ у Сарајеву (1991). У јулу 1991. иницирао је Историјски споразум између Бошњака и Срба. Објавио је више запажених расправа, есеја и чланака.
Као истакнута личност међу Бошњацима дао је бројне интервјуе. Многи од њих су сабрани и објављени у засебним књигама, као сто су нпр. Босански погледи (Лондон 1984), Босански Муслимани: чимбеник мира између Срба и Хрвата (Цирих 1986), Адил - чланци и интервјуи (Сарајево 1991), Бошњак – Адил Зулфикарпашић (Цирих 1994), Судбина Бошњака (Београд 1999). 1991. Бошњачки Институт је отворио своју подружницу у Сарајеву, а у мају 2001. године свечано је отворен модерно и савремено опремљен Бошњачки институт – Фондација Адил Зулфикарпашић у Сарајеву, у улици Мула Мустафе Басескије, 21. У ту зграду су пренесени главни фондови Бошњачког института из Цириха: библиотека, архива и галерија уметничких слика.
Адил Зулфикарпашић је био један од главних идеолога теорије о Бошњацима, како се Муслимани званично називају од 1993. Том теоријом негира се постојање Хрвата и Срба у БиХ уз тврдњу да је национална свесност тих народа продукт пропаганде сусједних земаља у 19. веку. Зулфикарпашић је тврдио да постоји континуитет бошњачке нације од средњег вијека са сопственим идентитетом.
Адил-бег Зулфикарпашић до смрти живео са супругом Татјаном Зулфикарпашић (рођеном Никшић) у Цириху и Сарајеву.